# ثوداس
ثوداس أو ثيوداس كان متمردًا يهوديًا في القرن الأول الميلادي. يعزو العلماء إلى اسمه أصلًا يونانيًا، ربما يعني "تدفق الماء"، على الرغم من نهايته ذات الطراز الهلنستي. في مرحلة ما بين عامي 44 و46 م، قاد ثوداس أتباعه في ثورة فاشلة قصيرة الأمد ضد الرومان.

## الثورة
المصدر الرئيسي لقصة ثورة ثيوداس هو يوسيفوس، الذي كتب:
بينما كان كسبيوس فادوس واليًا على يهودا، أقنع دجال معين، اسمه ثوداس، قسمًا كبيرًا من الناس بأخذ أمتعتهم معهم واتباعه إلى نهر الأردن؛ لأنه أخبرهم أنه نبي، وأنه سيقسم النهر بأمره الخاص، ويوفر لهم ممرًا سهلًا عبره. لقد خدع الكثيرون بكلامه. ولكن فادوس لم يسمح لهم بالاستفادة من محاولته البرية، بل أرسل فرقة من الفرسان لمواجهتهم. وبعد أن هاجموهم بغتة، قتلوا منهم كثيرين، وأخذوا منهم أحياء. فأخذوا ثوداس حيًا فقطعوا رأسه وجاءوا به إلى أورشليم. (عادات اليهودية 20.97-98)
 لا يقدم يوسيفوس خبرًا عن عدد أتباع ثيوداس، لكن الحركة تشتتت ولم يسمع عنها مرة أخرى. بينما جاء في أعمال الرسل 5: 36-37 أن ثورة ثيوداس سبقت ثورة يهوذا الجليلي، على عكس ما ذكره يوسيفوس.

## مشكلة ثيوداس
الإشارة الوحيدة إلى ثيوداس تثير مشكلة التسلسل الزمني إذا افترضنا أن أعمال الرسل ويوسيفوس يتحدثان عن نفس الشخص. في سفر أعمال الرسل، يدافع جمالائيل، أحد أعضاء السنهدريم، عن الرسل بالإشارة إلى ثيوداس. ويشير جمالائيل، وهو يتحدث قبل عام 37، إلى حادثة سبقت ثورة يهوذا الجليلي في وقت تعداد كيرينيوس قبل عقود من الزمان، في عام 6 م. يوضح يوسيفوس أن ثورة ثيوداس حدثت حوالي ق. 45 سنة بعد خطاب جمالائيل أمام السنهدرين وجيل كامل بعد خطاب يهوذا الجليلي.
وقد اقترح البعض أن كاتب أعمال الرسل استخدم يوسيفوس كمصدر، وارتكب خطأ في قراءة النص، حيث اعتبر إشارة لاحقة إلى إعدام "أبناء يهوذا الجليلي" بعد تمرد ثيوداس بمثابة القول بأن تمرد يهوذا كان في وقت لاحق؛ ومع ذلك، فهذه وجهة نظر أقلية، حيث يتفق معظم العلماء على أن لوقا ويوسيفوس استخدما مصادر منفصلة ومستقلة. وقد اقترح أيضًا أن الإشارة في أعمال الرسل هي لثورة مختلفة قام بها ثيوداس آخر؛ لأن يوسيفوس يذكر أنه كانت هناك انتفاضات عديدة، قائلاً إنه كان هناك "عشرة آلاف اضطراب"، لكنه يعطي تفاصيل عن أربعة فقط ولم يكن ثيوداس اسمًا فريدًا.